# Škoda 32Tr
Škoda 32Tr je nízkopodlažní trolejbus vyráběný od roku 2018 českou firmou Škoda Electric s využitím karoserie typu NS 12 od společnosti SOR Libchavy. Obdobným typem trolejbusu se shodnou vozovou skříní je model SOR TNS 12.

## Konstrukce
Jedná se o dvounápravový trolejbus délky 12 m, který využívá karoserii autobusu SOR NS 12. Je nízkopodlažní s nástupní výškou 340 mm a disponuje třemi dveřmi. Může být vybaven přidanou baterií průběžně nabíjenou buď rekuperací, nebo při jízdě pod trolejovým vedením, takže jako parciální trolejbus může obsluhovat i úseky, které nejsou zatrolejovány. Bateriové moduly jsou tvořeny články typu LTO (lithium titanát).
Design trolejbusu vytvořil český architekt a designér Patrik Kotas.

## Historie
Prvních 10 vozů 32Tr koupil Městský dopravní podnik Opava, podle smlouvy měly být dodány do konce září 2018. Prototyp byl do Opavy dodán v říjnu 2018 a obdržel evidenční číslo 314. Zbylé vozy byly uvedeny do provozu v prosinci toho roku. Smlouvu na dodávku dvou kusů trolejbusu 32Tr podepsalo na konci roku 2018 město Teplice, krátce poté, v lednu 2019, objednal pět vozů i Dopravní podnik města Pardubic. V červnu 2019 podepsaly Teplice smlouvu na dodání dalších pěti parciálních trolejbusů 32Tr. Začátkem srpna 2019 podepsal Dopravní podnik města Jihlavy smlouvu na dodávku sedmi parciálních a tří standardních trolejbusů 32Tr, dalších pět vozů 32Tr má, podle smlouvy z února 2020, dodat Škoda Electric do Opavy. Počátkem roku 2022 uzavřel Dopravní podnik města Brna smlouvu na dodávku až 40 trolejbusů 32Tr s bateriovým pohonem. Prvních 10 vozidel bylo objednáno závazně, opce na 10 trolejbusů byla využita v březnu 2023 a na zbylých 20 kusů v únoru 2024. V dubnu 2022 podepsal smlouvu na pořízení 10 vozů 32Tr Dopravní podnik města Pardubic. Z tohoto počtu jsou čtyři trolejbusy parciální s plnohodnotným bateriovým pohonem a šest vozů pouze s pomocnými bateriemi pro nouzový pojezd. V dubnu 2023 vyhrála Škoda Group soutěž na dodávku 91 parciálních trolejbusů pro litevský Vilnius. S typem 32Tr porazila polský Solaris. Pardubický dopravní podnik oznámil v dubnu 2024 objednání dalších osmi trolejbusů 32Tr, z toho čtyř s bateriovým pohonem a čtyř s nouzovými bateriemi. Na začátku roku 2025 zvítězila Škoda Electric s typem 32Tr ve výběrovém řízení na dodávku na 18 trolejbusů pro estonské hlavní město Tallinn. Vozy mají být vybaveny bateriovým pohonem s dojezdem až 25 km. Dodávky objednaných vozů pro dopravce Tallinna Linnatransport mají proběhnout v první polovině roku 2026.

## Dodávky trolejbusů
Od roku 2018 bylo vyrobeno 196 trolejbusů Škoda 32Tr.
| Současný stát | Město     | Článek | Roky dodávek | Počet vozů | Evidenční čísla při dodání         | Poznámky                                        | Zdroj  |
| ------------- | --------- | ------ | ------------ | ---------- | ---------------------------------- | ----------------------------------------------- | ------ |
| Česko         | Brno      | článek | 2023–2025    | 40         | 3311–3350                          | s bateriovým pohonem                            | [ 17 ] |
| Česko         | Jihlava   | článek | 2020         | 10         | 10–16, 91–93                       | 10–16 s bateriovým pohonem                      | [ 18 ] |
| Česko         | Opava     | článek | 2018–2020    | 15         | 314–328                            | 314 – prototyp, 314–323 s bateriovým pohonem    | [ 19 ] |
| Česko         | Pardubice | článek | 2019–2025    | 33         | 425–429, 460–469, 476–479, 484–497 | 460–469, 476–479 a 484–497 s bateriovým pohonem | [ 20 ] |
| Česko         | Teplice   | článek | 2019–2020    | 7          | 181, 182, 506–510                  | 506–510 s bateriovým pohonem                    | [ 21 ] |
| Litva         | Vilnius   | článek | 2024         | 91         | 1811–1860, 2770–2810               | s bateriovým pohonem                            | [ 22 ] |